# Horo (danse)
Pour les articles homonymes, voir Horo (manteau) et El Oro.

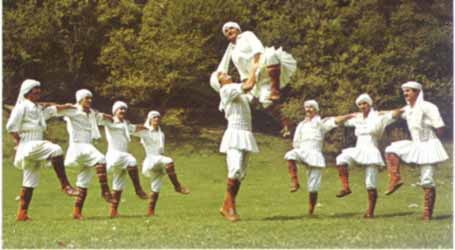
Oro macédonien

Le horo (en bulgare : хоро, en macédonien : oro, en serbo-croate : kolo, en grec moderne : χορός; en roumain : hora) désigne une danse traditionnelle collective des Balkans, issue de la chorea antique. Les participants se mettent principalement en ligne ou en cercle tandis que le cymbalum, l'accordéon, le violon, l'alto, la contrebasse, le saxophone, la trompette et la flûte de pan accompagnent les danseurs.

## Variantes

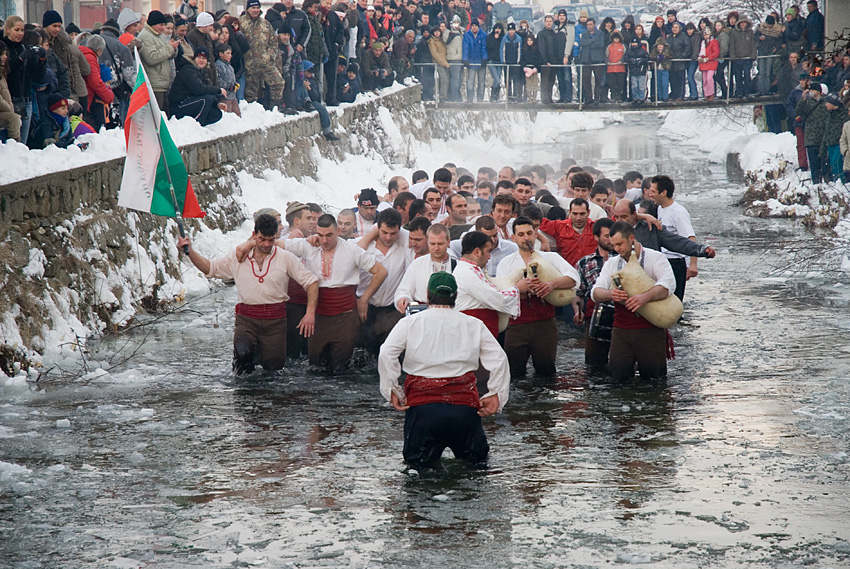
Danse traditionnelle des hommes en Bulgarie réalisée pour l'Épiphanie, dans l'eau glacée.

Il existe de nombreuses sortes de horo, certaines étant mixtes, d'autres réservées aux hommes ou aux femmes séparément, ou encore consacrées à des cérémonies particulières. En Bulgarie et Macédoine du Nord, cette danse est toutefois surtout masculine, et lorsque des femmes y prennent part, leurs pas sont toujours moins spectaculaires et elles sont généralement placées en retrait. Cela est un reste de tradition patriarcale, et rappelle qu'il était considéré comme incorrect que des hommes et des femmes se tiennent la main pour danser. 
Le horo est particulièrement associé au dimanche et aux fêtes de Pâques, et il est toujours couramment pratiqué lors des foires et des grandes fêtes, ainsi que par des groupes de danse folklorique.
Lorsque le horo est dansé en ligne, le conducteur, placé sur un côté, agite souvent des ficelles ou mouchoir, qu'il partage avec la conductrice de la ligne féminine s'il y en a une. 
Les rythmes peuvent être très différents ; en Macédoine du Nord, il est généralement en 2/4 ou 7/8. L'oro macédonien peut également être très codifié, et passer de la simple ronde aux pas simples à un ensemble de tensions, de contrastes et de relâchement. L'oro le plus simple est le lesnoto, et le plus difficile, le techkoto.